# 戴炳南

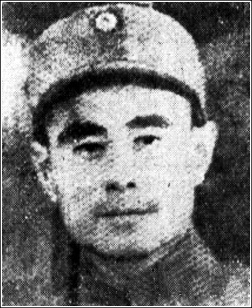

戴炳南（1906年—1949年7月8日 ），字瞻衡，男，青岛即墨人。中华民国军事将领。

## 生平
民国11年（1922年），戴炳南在吴佩孚手下当兵，后来转入国民革命军。民国26年（1937年）娘子关战役时，担任黄樵松旅的营长，1938年任第30军31师91旅181团团长，参加徐州会战，1941年4月入中央训练团，1943年6月任第30军30师少将副师长，1946年5月任整编第30师30旅副旅长，1947年12月任整编第30师27旅旅长，1948年9月任第30军27师师长。
民国37年（1948年）8月初，中国人民解放军在太原战役中包围太原。8月中旬，蒋介石飞到太原，命令阎锡山死守太原。后来蒋介石又在8月下旬将国军第三十军（军长黄樵松）自西安空运到太原，支援阎锡山。 黄樵松抵达太原后，经过中国人民解放军方面的徐向前司令员、高树勋将军等人致信劝说，决定发动起义。11月3日早晨，黄樵松约戴炳南进入太原城，同国军第三十军参谋长仝学曾商量起义计划。戴炳南在同仝学曾等人商量后，于当晚赴阎锡山处告密。黄樵松于当晚12时左右在太原绥靖公署遭到阎锡山诱捕。随后，阎锡山派人于11月4日在太原的外围防线将中国人民解放军华北第一兵团第八纵队参谋处长晋夫、侦察参谋翟许友、黄樵松的联络官王正中（时任国军第三十军谍报队长）等人逮捕。此后，阎锡山致电蒋介石将戴炳南由师长升为第三十军军长，并奖赏3万元，另派飞机将黄樵松、晋夫等人押往南京，后来黄樵松、晋夫、王正中于11月27日在南京军事监狱遭到处决。

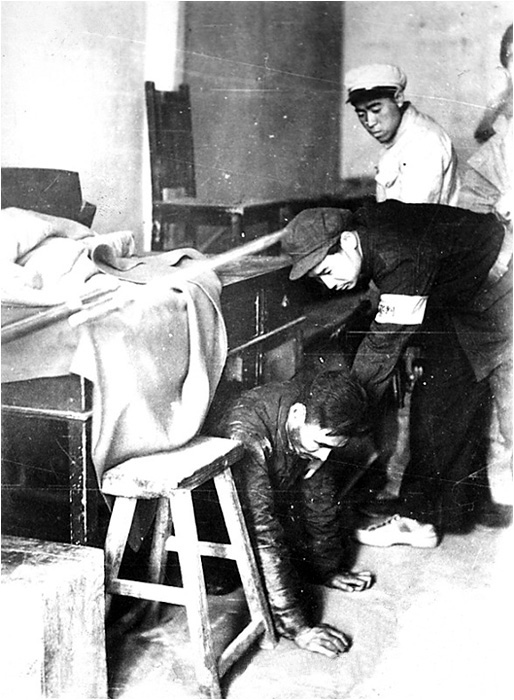
1949年4月26日，戴炳南在太原市开化寺阴阳巷2号院戴炳南的连襟家里被逮捕

民国38年（1949年）3月29日，阎锡山乘飞机逃离太原。戴炳南见势，乃通过收买商民寻找隐藏地点。同年4月18日，戴炳南放出谣言称自己于当天已在指挥战斗时被炮弹炸死。事后，他还让家人为自己大办丧事，自己换上便装准备乘机逃出太原城。
1949年4月24日，中国人民解放军攻占太原。太原市公安局随即发出指令，搜捕戴炳南。在清查俘虏营的时候，戴炳南的马弁李士杰被查出，后李士杰经审问供出了戴炳南的藏匿地点。4月26日，戴炳南被逮捕。同年7月，中国人民解放军太原市军事管制委员会特别法庭开庭公审戴炳南，庭长兼审判长裴丽生，判处死刑，执行枪决。